# Jordan Sonnenblick
Jordan Sonnenblick (Fort Leonard Wood, 4 luglio 1969) è uno scrittore statunitense.

## Biografia
Nato nel 1969 nella base militare di Fort Leonard Wood, nel Missouri, vive e lavora a Bethlehem, in Pennsylvania.
Cresciuto a Staten Island, si è laureato alla Stuyvesant High School nel 1987 e all'Università della Pennsylvania prima d'insegnare inglese alla Phillipsburg Middle School del New Jersey per 11 anni.
Non riuscendo a trovare il libro adatto per consolare una sua studentessa con il fratello malato di cancro, decide lui stesso di scriverne uno, questa la genesi di I 10 mesi che mi hanno cambiato la vita, il suo esordio nel 2004.
Autore di altri 10 romanzi per ragazzi, nel 2007 ha vinto il Premio Cento e nel 2014 è stato insignito del Premio Bancarellino.

## Opere principali

### Romanzi
- I 10 mesi che mi hanno cambiato la vita (Drums, Girls, and Dangerous Pie, 2004), Firenze-Milano, Giunti, 2013 traduzione di Sara Reggiani ISBN 978-88-09-77397-4.
- Una chitarra per due (Notes From the Midnight Driver, 2006), Milano, Mondadori, 2007 traduzione di Roberta Magnaghi ISBN 978-88-04-56694-6.
- L'arte di sparare balle (Zen and the Art of Faking It, 2007), Firenze-Milano, Giunti, 2011 traduzione di Sara Reggiani ISBN 978-88-09-76810-9.
- Dodger and Me (2008)
- Dodger for President (2009)
- Dodger for Sale (2010)
- Per sempre felici e contenti... o quasi (After Ever After, 2010), Firenze-Milano, Giunti, 2016 traduzione di Sara Reggiani ISBN 978-88-09-80934-5.
- Curveball: The Year I Lost My Grip (2012)
- Are You Experienced? (2013)
- Falling Over Sideways (2016)
- The Secret Sheriff of Sixth Grade (2017)

## Premi e riconoscimenti
- Premio Cento: 2007 per Una chitarra per due
- Premio Bancarellino: 2014 per I 10 mesi che mi hanno cambiato la vita